# Politiska partier på Åland
Åland har ett parlamentariskt system där ledamöter av Ålands lagting och kommunfullmäktige väljs genom partier. 
Det äldsta partiet på Åland är Ålands socialdemokrater som bildades 1 januari 1906 ur en arbetarförening i Mariehamn.

## Partier i Lagtinget
Efter Lagtingsvalet på Åland 2023 är 6 partier representerade i Ålands lagting:
- Åländsk Center
- Liberalerna på Åland
- Ålands socialdemokrater
- Moderat Samling för Åland
- Obunden samling
- Hållbart initiativ